# Parlamento nazionale (Isole Salomone)
Il Parlamento Nazionale delle Isole Salomone (in inglese National Parliament of the Solomon Islands) è il parlamento monocamerale delle Isole Salomone.

## Composizione e poteri
Il Parlamento delle Isole Salomone è composto da 50 deputati, aventi mandato quadriennale. Essi rappresentano il popolo e compongono il potere legislativo del paese, esercitato appunto dal Parlamento, il quale ha, oltre al compito di legiferare, quello di eleggere il Governatore generale e di approvare il Primo Ministro, nonché quello di redigere il bilancio statale.